# Sting Ray Robb
Sting Ray Robb (Boise, Idaho, 3 september 2001) is een Amerikaans autocoureur. In 2020 werd hij kampioen in het Indy Pro 2000 Championship.

## Carrière
Robb maakte zijn autosportdebuut in het karting in 2010. Hij won een aantal kampioenschappen in de Verenigde Staten voordat hij in 2016 overstapte naar het formuleracing. Hierin kwam hij uit in de Skip Barber Winter Series, waarin hij drie races won: een op de Homestead–Miami Speedway en twee op het NCM Motorsports Park, waardoor hij tweede werd in het kampioenschap. Daarnaast kwam hij uit in drie races van de NASCAR K&N Pro Series West, waarin een veertiende plaats op de Meridian Speedway zijn beste klassering was.
In 2017 debuteerde Robb in het Pro Mazda Championship, waarin hij uitkwam voor het team World Speed Motorsports. Drie vierde plaatsen op het Stratencircuit Saint Petersburg, Road America en Watkins Glen International waren zijn beste klasseringen, waardoor hij met 185 punten zesde werd in het kampioenschap.
In 2018 bleef Robb actief in de Pro Mazda, maar stapte hij over naar het Team Pelfrey. Hij behaalde een podiumfinish op de Indianapolis Motor Speedway, maar de rest van zijn resultaten waren minder constant dan in het voorgaande jaar. Met 231 punten eindigde hij als zevende in het kampioenschap. Daarnaast reed hij een race in de NASCAR K&N Pro Series West op de Meridian Speedway, waarin hij tiende werd.
In 2019 veranderde de Pro Mazda van naam naar het Indy Pro 2000 Championship, waarin Robb uitkwam voor het team Juncos Racing. Hij behaalde zes podiumplaatsen op het Stratencircuit Saint Petersburg, de Indianapolis Motor Speedway, de Lucas Oil Raceway, de Mid-Ohio Racing Car Course, de Portland International Raceway en Laguna Seca, maar wist geen enkele race te winnen. Desondanks werd hij achter Kyle Kirkwood, Rasmus Lindh en Parker Thompson vierde in de eindstand met 323 punten.
In 2020 bleef Robb actief in de Indy Pro 2000 bij Juncos. Hij kende een succesvol seizoen met zes overwinningen op Mid-Ohio, Indianapolis (driemaal), het New Jersey Motorsports Park en Saint Petersburg en vier andere podiumplaatsen. Met 437 punten werd hij overtuigend gekroond tot kampioen in de klasse.
In 2021 maakt Robb de overstap naar de Indy Lights, waarin hij zijn samenwerking met Juncos voortzet.